# Iakovos Kambanellis

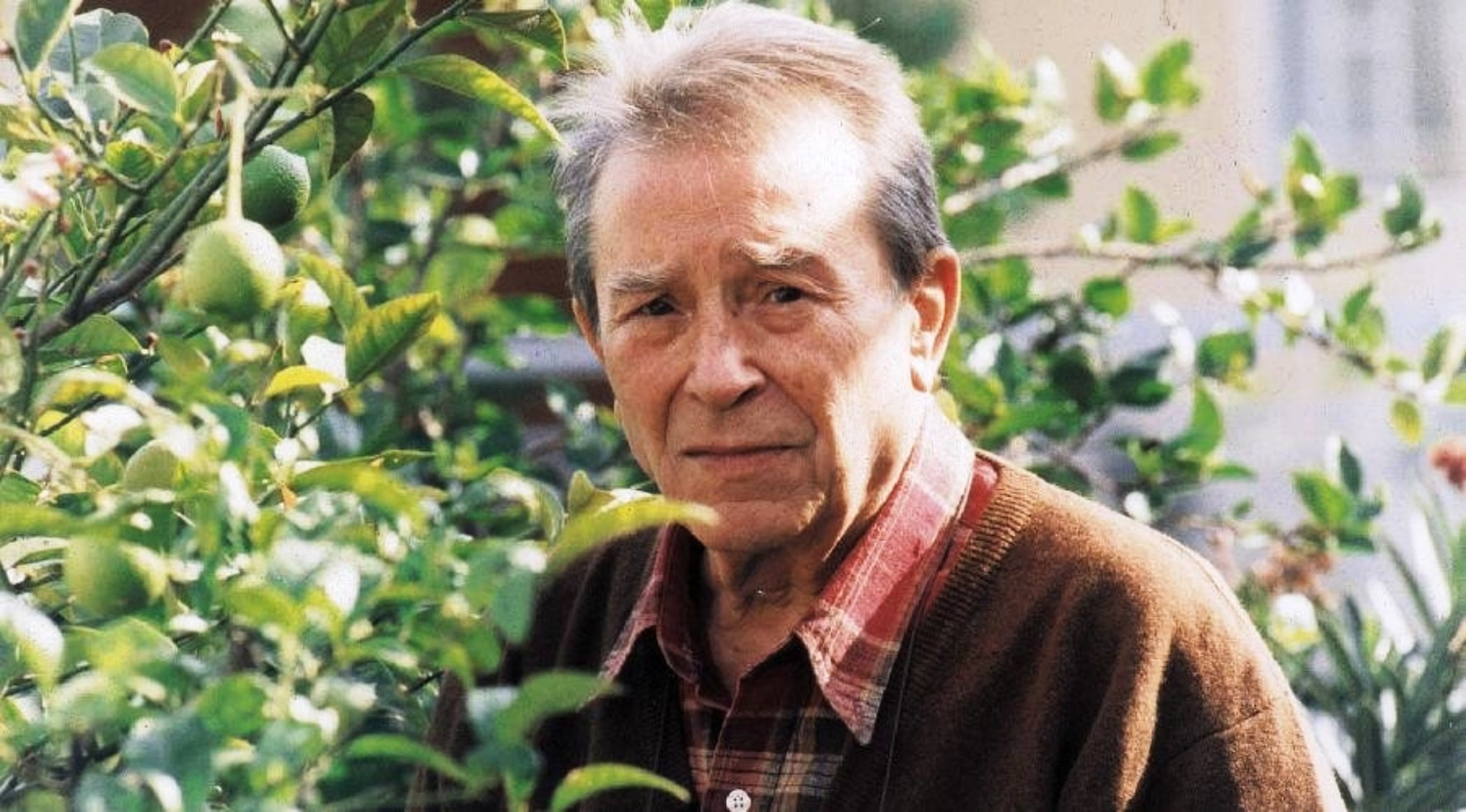
Iakovos Kampanellis

Iakovos Kambanellis (griechisch Ιάκωβος Καμπανέλλης, * 2. Dezember 1921 in Chora auf der Insel Naxos; † 29. März 2011 in Athen) war ein griechischer Dramatiker, Drehbuchautor, Dichter und Schriftsteller.

## Leben
Nachdem seine Familie 1935 nach Athen übergesiedelt war, besuchte Kambanellis die staatliche Zeichenschule Sivitanideio Scholi (Σιβιτανίδειο Σχολή), die er mit Erfolg abschloss.
Beim Versuch, aus dem seit 1941 von der deutschen Wehrmacht besetzten Griechenland in die Schweiz zu fliehen, wurde er aufgrund seiner mangelhaften Papiere 1943 in Österreich verhaftet und im Sommer ins Konzentrationslager Mauthausen in Oberösterreich gebracht, wo er bis zur Befreiung des Lagers durch die Alliierten am 5. Mai 1945 inhaftiert war. 
Nach seiner Rückkehr beeindruckte ihn eine Theateraufführung im Athener Theatro Technis. Deshalb bewarb er sich für eine Ausbildung als Schauspieler, wurde aber abgelehnt, weil er kein Abschlusszeugnis eines staatlichen Gymnasiums hatte. So wendete er sich dem Schreiben zu. Er gehörte zu den einflussreichsten griechischen Künstlern des 20. Jahrhunderts und prägte das Theater in Griechenland. 2000 wurde ihm der griechische Phönix-Orden (Großkommandeur) (Ανώτερου Ταξιάρχη του Τάγματος του Φοίνικα) in Anerkennung seiner Verdienste verliehen.
2016 eröffnete sein Geburtsort Naxos das Theatermuseum Iakovos Kambanellis (Θεατρικό Μουσείο Ιάκωβος Καμπανέλλης), in dem sowohl persönliche Gegenstände als auch Dokumente aus seinem Archiv zu sehen sind.
Am 7. Oktober 2018 fand eine öffentliche „Marathonkonzertlesung Die Freiheit kam im Mai“ statt: Hundert Persönlichkeiten lasen das gesamte Buch von Iakovos Kambanellis öffentlich in einem Zelt auf dem Wiener Stephansplatz. Maria Farantouri sang. Den Ehrenschutz übernahmen Kardinal Christoph Schönborn, der lutherische Bischof Michael Bünker, Oberrabbiner Arie Folger, Metropolit Arsenios Kardamakis, der frühere Bundespräsident von Österreich Heinz Fischer und der ehemalige griechische Präsident Karolos Papoulias.  Die Veranstaltung wurde auf eine Videowall übertragen, der ORF besorgte den Livestream. Die gesamte Veranstaltung ist auf Youtube zu sehen.
Aus Anlass seines 100. Geburtstages Ende 2021 hat das griechische Ministerium für Kultur und Sport das Jahr 2022 zum „Iakovos-Kambanellis-Jahr“ erklärt.

## Werk
Sein erstes Werk war das Theaterstück Tanz auf den Ähren (Ο χορός πάνω στα στάχυα), es wurde 1950 uraufgeführt. 
Die Zeit knapp vor der Befreiung des Konzentrationslagers Mauthausen und die folgenden Monate schilderte er in seinem Roman Mauthausen, der 2010 in deutscher Übersetzung von Elena Strubakis unter dem Titel Die Freiheit kam im Mai in Wien erschien. Im deutschsprachigen Raum machte ihn vor allem die Vertonung seiner Mauthausen-Kantate durch Mikis Theodorakis bekannt. Sein Werk Kehr heim, Odysseus (Οδυσσέα γύρισε σπίτι) wurde ebenfalls ins Deutsche übersetzt und 1991 vom Romiosini-Verlag veröffentlicht.
Kambanellis schuf zahlreiche Theaterstücke und mehrere Filmdrehbücher, darunter die Drehbücher von Stella und O drakos (Der Drache). Der Film Stella mit Melina Merkouri in der Hauptrolle und Musik von Manos Hadjidakis wurde 1955 beim Filmfest von Cannes für die Goldene Palme nominiert.